# 蔡道恭
蔡道恭（さい どうきょう、生年不詳 - 504年）は、南朝斉から梁にかけての軍人。字は懐倹。本貫は南陽郡冠軍県。

## 経歴
宋の益州刺史の蔡那の子として生まれた。蕭長懋が雍州に赴任すると、道恭は雍州主簿として召され、そのまま員外散騎常侍の位を受けた。後に戦功を重ねて、越騎校尉・後軍将軍に累進した。建武末年、輔国司馬・汝南県令として出向した。斉の南康王蕭宝融が荊州に赴任すると、道恭は推薦を受けて西中郎中兵参軍となり、輔国将軍の位を加えられた。
永元2年（500年）、蕭衍が起兵すると、道恭はその下で冠軍将軍・西中郎諮議参軍をつとめた。中興元年（501年）、蕭宝融（和帝）が即位すると、道恭は右衛将軍となった。巴西郡太守の魯休烈らが蕭衍を攻撃したため、道恭は持節・督西討諸軍事として戦い、休烈らを降伏させた。功績により中領軍に転じたが、固辞して受けず、使持節・右将軍・司州刺史として出向した。
天監元年（502年）、梁建国の功績により漢寿県伯に封じられ、平北将軍に進んだ。天監3年（504年）、北魏の中山王元英の軍に司州を包囲された。道恭は5000人に満たない寡兵で州城を100日あまりも支え続けたが、病に倒れ、この年の5月に死去した。曹景宗の援軍が間に合わず、8月に州城は陥落した。道恭は使持節・都督司州諸軍事・司州刺史・漢寿県開国伯のまま、鎮西将軍の位を追贈された。
天監8年（509年）、北魏から道恭の遺体を返還され、襄陽に葬られた。
子の蔡澹嗣は、河東郡太守に上った。

## 伝記資料
- 『梁書』巻10 列伝第4
- 『南史』巻55 列伝第45